# Végueta
Végueta es un centro poblado peruano, capital del distrito homónimo ubicado en la provincia de Huaura del departamento de Lima, en la costa central del Perú. En el 2017 tenía una población de 5144 habitantes, según el INEI.